# Leucius Charinus
Leucius, appelé Leucius Charinus par Photios de Constantinople, est un auteur chrétien dont une partie des écrits a été jugée hérétique par la « Grande Église ». Selon Épiphane de Salamine, il aurait été compagnon de l'apôtre Jean de Zébédée et aurait écrit en grec les Actes de Jean à Rome et les Actes de l'apôtre Pierre et de Simon, tous deux ayant été déclarés apocryphes ultérieurement. Le texte primitif des Actes de Pierre serait dérivés des Actes de l'apôtre Pierre et de Simon, rédigé en grec durant la seconde moitié du IIe siècle, probablement en Asie mineure, et basé sur les Actes de Jean à Rome.
Sur la base de ce qu'écrit Photios au IXe siècle, la tradition chrétienne lui attribue l'écriture d'un grand nombre d'Actes d'apôtres déclarés apocryphes au VIe siècle (outre les Actes de Pierre, il s'agit des Actes de Jean (en), Actes de Paul, des Actes d'André, des Actes de Thomas).
Le nom « Leucius » désigne donc souvent dans la tradition cet ensemble d'écrits associé à une réputation de non-fiabilité par opposition aux textes canoniques. Ainsi, Montague Rhodes James appelle ce cycle d'écrits, des « romances apostoliques ».
Leucius ne figure pas parmi les premiers auteurs hérétiques mentionnés par leur nom dans Adversus haereses d'Irénée de Lyon (ca. 180). Ces Actes semblent avoir eu largement cours bien avant qu'une sélection en ait été lue à haute voix au Deuxième concile de Nicée (787) et rejetée comme apocryphe.

## Crucifixion de Jésus
Au sujet de la crucifixion de Jésus, Photios de Constantinople rapporte ainsi ce qu'a écrit Leucius Charinus:

« Il dit que le Christ n'a point été crucifié, mais un autre à sa place, tandis que lui-même se riait de la méprise des bourreaux. »

Il s'agit du plus ancien témoin littéraire de cette tradition que l'on retrouve dans la tradition musulmane et en particulier dans le Coran. Alors que « les Juifs » se vantaient d'avoir crucifié Jésus-Îsâ, le Coran déclare en effet : « Or, ils ne l'ont ni tué ni crucifié; mais ce n'était qu'un faux semblant ! Et ceux qui ont discuté sur son sujet sont vraiment dans l'incertitude : ils n'en ont aucune connaissance certaine, ils ne font que suivre des conjectures et ils ne l'ont certainement pas tué (Coran, Sourate IV, 157). »
Cette tradition est rapportée de façon plus détaillée par Tabarî (839-923) de la façon suivante : « Les juifs traînèrent ʿĪsā à un endroit où ils avaient préparé une croix pour le crucifier, et un grand nombre de juifs se rassemblèrent autour de lui. Ils avaient un chef nommé Yesûʿa, qui était également parmi eux. Quand ils voulurent attacher ʿĪsā à la croix, Dieu l'enleva à leurs regards et donna la forme et l'aspect de `Îsâ à Yesûʿa, leur chef. […] Quand ils regardèrent, ils virent Yesûʿa entièrement ressemblant à Îsâ, et ils le saisirent. Il dit : "Je suis Yesûʿa". Ils répondirent : "Tu mens ; tu es ʿĪsā, tu t'es dérobé à nos regards par la magie ; maintenant la magie est passée et tu es devenu visible". Il protesta en vain qu'il était Yesûʿa ; ils le tuèrent et l'attachèrent à la croix. Quant à ʿĪsā, Dieu l'éleva, au ciel comme il est dit dans le Coran : "Ils ne l'ont pas tué et ils ne l'ont pas crucifié, mais ce n'était qu'un faux-semblant" (Coran IV, 157) ».